# Necroshine
Necroshine es el décimo álbum de estudio de la banda de thrash metal estadounidense Overkill, publicado en 1999 por CMC International records.

## Lista de canciones
Todas escritas por D. D. Verni y Bobby "Blitz" Ellsworth
1. «Necroshine» – 6:03
2. «My December» – 5:01
3. «Let Us Prey» – 6:40
4. «80 Cycles» – 5:50
5. «Revelation» – 4:39
6. «Stone Cold Jesus» – 5:19
7. «Forked Tongue Kiss» – 4:02
8. «I Am Fear» – 4:30
9. «Black Line» – 4:43
10. «Dead Man» – 4:16

## Créditos
- D.D. Verni – Bajo
- Bobby "Blitz" Ellsworth – Voz
- Joe Comeau – Guitarra, voz
- Sebastian Marino – Guitarra
- Tim Mallare – Batería
- Mary Ellsworth - Coros